# Regina Senkler
Regina Senkler (* 30. Dezember 1949) ist eine ehemalige deutsche Fußballspielerin.

## Karriere
Da der Frauenfußball erst im Oktober 1970 vom DFB Anerkennung fand, wurden erste Meisterschaften noch auf Ebene der jeweils zuständigen Landesverbände durchgeführt. Unter der Dachorganisation des Hessischen Landesverbandes gewann die Frauenfußballabteilung der NSG Oberst Schiel 1974 die Hessenmeisterschaft; unter den Spielerinnen befand sich seit 1973 auch Regina Senkler. Sie war mit ihrer Mannschaft – als eine von insgesamt 16 – für die Endrunde um die erste Deutsche Meisterschaft qualifiziert. Doch bereits in der Vorrunde scheiterte man im letzten und entscheidenden Spiel der Gruppe 2 mit 0:1 am späteren Deutschen Meister TuS Wörrstadt. Nachdem zwei Jahre später erneut die Hessenmeisterschaft gewonnen wurde, unterlag ihr Verein in der Vorrundengruppe 1 – nach Hin- und Rückspiel – dem TSV Siegen im Gesamtergebnis mit 1:4. 
Die im Jahr 1977 verteidigte Verbandsmeisterschaft, ließ sie und ihren Verein erneut an der Endrunde um die Deutsche Meisterschaft teilnehmen. Die erfolgreich gestalteten Spiele im erstmals ausgetragenen Achtel-, Viertel- und Halbfinale beförderten sie und ihre Mannschaft ins erste Finale der Vereinsgeschichte. Trotzte man am 18. Juni im Kreisstadtstadion von Bergisch Gladbach der dort beheimateten SSG 09 im Hinspiel noch ein torloses Unentschieden ab, so unterlag sie dieser am 25. Juni auf den Sandhöfer Wiesen, der Spielstätte des FC Germania 1894 in Frankfurt am Main, durch das Tor von Ingrid Gebauer in der 31. Minute mit 0:1.
Zwei Jahre später – erneut Hessenmeister – unterlag sie mit ihrem Verein – nach Hin- und Rückspiel – dem TSV Siegen im Gesamtergebnis mit 5:6 bereits im Achtelfinale. Aufgrund von Nachwuchsproblemen wurde die Frauenfußballabteilung noch im selben Jahr aufgelöst.
Senkler wechselte 1980 zum FSV Frankfurt, mit dem sie am 8. Mai 1983 gegen den KBC Duisburg im Finale um den nationalen Vereinspokal spielte und dieses am Ende mit 0:3 verlor. Dem FSV Frankfurt gehörte sie noch bis 1999, dem 1. FFC Frankfurt von 2001 bis 2004 als aktive Spielerin an. 

## Erfolge
- DFB-Pokal-Finalist 1983
- Finalist Deutsche Meisterschaft 1977
- Hessenmeister 1974, 1976, 1977, 1979

## Sonstiges
Während ihrer aktiven Zeit bei der NSG Oberst Schiel war sie von 1976 bis 1980 1. Referentin für Frauenfußball im Hessischen Fußball-Verband. Von 1984 bis 1994 war sie als Fußballtrainerin bzw. als Trainerassistent beim FSV Frankfurt tätig.